# Toshiyuki Kuroiwa
Toshiyuki Kuroiwa (黒岩 敏幸, Kuroiwa Toshiyuki), né le 27 février 1969 à Tsumagoi, est un patineur de vitesse japonais.

## Biographie
Aux Jeux olympiques d'hiver de 1992 disputés à Albertville, il a obtenu la médaille d'argent du 500 mètres. Durant sa carrière, il a remporté également deux médailles de bronze lors des Championnats du monde de sprint en 1991 et 1992. Après avoir pris sa retraite sportive en 2002, il est devenu entraîneur de patinage de vitesse.

## Palmarès
- Jeux olympiques d'hiver
  -  Médaille d'argent aux Jeux d'Albertville 1992 sur 500 mètres

- Championnats du monde de sprint
  -  Médaille de bronze en 1991 à Inzell
  -  Médaille de bronze en 1992 à Oslo

- Coupe du monde
  - Deuxième du 1 000 m en 1990-1991 et 1991-1992 et deuxième du 500 m en 1991-1992
  - 5 victoires.